# Araeoncus vorkutensis
Araeoncus vorkutensis är en spindelart som beskrevs av Andrei V. Tanasevitch 1984. Araeoncus vorkutensis ingår i släktet Araeoncus och familjen täckvävarspindlar. Inga underarter finns listade i Catalogue of Life.